# Tambourissa castri-delphinii
Tambourissa castri-delphinii är en tvåhjärtbladig växtart som beskrevs av Alberto Judice Leote Cavaco. Tambourissa castri-delphinii ingår i släktet Tambourissa och familjen Monimiaceae. Inga underarter finns listade i Catalogue of Life.